# Caonima

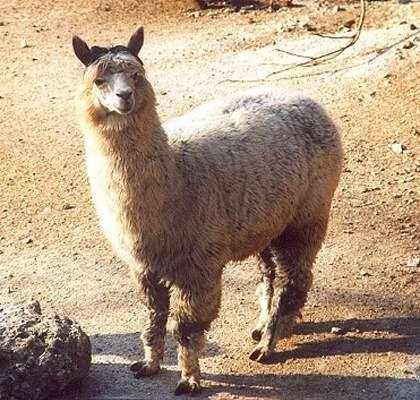
Alpaka

A caonima (kínaiul: 草泥马, pinjin: cǎonímǎ) elnevezésű kitalált állatfajt, internetes mémet az elterjedt kínai cenzúra kijátszására hozták létre és a cenzúraellenesség szimbóluma lett. Az „állatról” először 2009-ben, a Baidu interaktív enciklopédiájában jelent meg egy cikk, innen terjedt el. Az alpakára hasonlító képzelt állatfaj nevének kiejtése csaknem olyan, mint a 肏你妈 (cào nǐ mā) kifejezésé (más hanglejtéssel), melynek szó szerinti jelentése „baszd meg anyád”. A caonima számos videó, paródia és művészeti alkotás tárgya lett, és többek között plüssfigurát is gyártottak belőle.

## Eredete és leírása
A caonima szójátékon alapul, a 草泥马 (pinjin: cǎonímǎ) egyes írásjegyeinek jelentése „fű-sár-ló”. Kiejtése nagyon hasonlít a 肏你妈 írásjegyekéhez (cào nǐ mā), ami azonban durva sértést jelent.
Az anonim írótól származó szócikk a Baidu enciklopédiájában azt írta, hogy a caonima a Malö Kobi (马勒戈壁, Mǎlè Gēbì) sivatagból származik. Ez szintén szójáték, kiejtése hasonlít az „anyád picsája” jelentésű (妈了个屄, māle ge bī) kifejezésre. A caonima alfajai közé tartozik a vocaonima (沃草泥马, Wò Cǎonímǎ) aminek ejtése hasonlít a „megbaszom anyád” jelentésű 我肏你妈 (Wǒ cào nǐ mā) kifejezésre. A szócikket eredetileg egy zebra fényképe illusztrálta.
A caonimák élőhelyét veszélyeztetik a „folyami rákok”. A „folyami rák” (河蟹, hohszie (héxiè)) kiejtése hasonlít a „harmónia” jelentésű 和谐 (pinjin: héxié) írásjegyekéhez. A „harmónia” Hu Csin-tao (Hu Jin-tao) politikájára utal, aki beszédeiben gyakran emlegeti a „harmonikus társadalom” létrehozásának szükségességét, ezzel magyarázva a szigorú cenzúrát. A „rák” a kínai szlengben egyben a hatalmát erőszakkal fenntartó, másokat terrorizáló rosszfiú, helyi gengszter megnevezése is, így a caonimákat megtámadó folyami rák analógiája az erőszakkal érvényesített cenzúrának.

## Megjelenése a művészetekben

A caonima ligatúrája pecsétírás stílusban, egy kínai internetező munkája

A caonimáról számtalan videó, „természetfilm” és rajzfilm készült. A jelenség elterjedtségét és sikerét meglovagolva hamarosan megjelentek a caonima-ajándéktárgyak is, például plüssfigurák.
A kínai politikát művészetén keresztül élesen kritizáló, és ezzel világhírűvé vált művész, Aj Vej-vej (Ai Wei-wei) is felhasználta a caonimát: blogján olyan fotókat tett közzé, amelyeken meztelenül szerepel, nemi szervét pedig egy caonima-plüssfigura takarja. A kép alatt a felirat Cao ni ma tang csungjang (草泥马挡中央, cǎonímǎ dǎng zhōngyāng) volt, ami szó szerint azt jelenti: „Caonima takar középen”, másfajta értelmezésben viszont utalhat a Kínai Kommunista Párt központi bizottságára. Egyes újságírók szerint a kép is hozzájárulhatott Aj (Ai) letartóztatásához.

## Hatása
Amellett, hogy a caonima elterjedése az interneten felhívta a világsajtó figyelmét, a Reporters Without Borders szerint a jelenség közrejátszott abban is, hogy a kínai kormány 2009-ben letiltotta a kínai internetezők hozzáférését a YouTube videómegosztó portálhoz, mivel a kormány úgy vélte, a caonima-videók elterjedése hamis képet festett a külföldi médiában a kínai internetezők és a kormány kapcsolatáról. A South China Morning Post szerint a caonima-jelenség hozzájárult az internetes tartalmi cenzúra szigorodásához is, például az „érzékeny” tartalmú paródiák betiltásához.